# José Flávio Pécora
José Flávio Pécora (São Paulo, 9 de março de 1928) é um economista brasileiro formado pela Universidade de São Paulo (USP).
José Flávio Pécora foi secretário-geral do Ministério da Fazenda entre 1969 e 1974 e ministro interino do Ministério do Planejamento entre 1979 e 1985, assumindo o ministério na ausência do titular.
Grande responsável, em conjunto com Delfim Netto, pelo denominado milagre econômico, durante a Ditadura Militar.